# Sakara
Sakara (fl. XVII secolo a.C.) è stato un sovrano egizio inquadrato nella XIII dinastia.
La conoscenza di questo sovrano, il cui nome non compare in alcuna delle liste reali, deriva dal ritrovamento, a Semna, di un frammento di rilievo.
| N5 | G38 | D28 |

| N5 | G38 | D28 |

| N5 | G38 | D28 |

| N5 | G38 | D28 |

* la lettura del secondo glifo è dubbia
s3 k3 rˁ - Figlio del Ka di Ra
Il nome di questo sovrano potrebbe trovarsi nelle righe perse a causa del frammentarietà del documento (colonne 6 e 7), del Canone Reale.

## Cronologia
| Periodo                    | Dinastia      | periodo di regno                             |
| Secondo periodo intermedio | XIII dinastia | tra il 1660 a.C. ed il 1630 a.C. (± 50 anni) |

| Dinastie contemporanee | Capitale |
| XIV                    | varie    |
| XV                     | Avaris   |
| XVI                    | varie    |